# A Guarda
A Guarda (offizielle Bezeichnung in galicischer Sprache; spanisch La Guardia) ist eine spanische Gemeinde der Comarca von O Baixo Miño in der Provinz Pontevedra, Galicien. Sie befindet sich an der spanisch-portugiesischen Grenze am Grenzfluss Rio Miño. Wichtigste Sehenswürdigkeit ist die archäologische Fundstätte des Keltendorfes Castro de Santa Tegra.

## Bevölkerungsentwicklung der Gemeinde
A Guarda hat 10.041 Einwohnern (Stand: 2024) und ist in seiner Bevölkerungsentwicklung konstant.
Legende: La Guardia___A Guarda

## Gemeindegliederung
Die Gemeinde A Guarda ist in drei Parroquias gegliedert:
| Parroquias  | Patrozinium  | Einwohner 2024 | Fläche km² | Dichte Einw./km² | Höhe msnm | Ortskennzahl |
| ----------- | ------------ | -------------- | ---------- | ---------------- | --------- | ------------ |
| Camposancos | Santa Isabel | 1.039          | 7,68       | 135              | 52        | 36023010000  |
| A Guarda    | Santa María  | 6.162          | 2,37       | 2.600            | 39        | 36023020000  |
| Salcidos    | San Lourenzo | 2.797          | 11,66      | 240              | 13        | 36023030000  |

## Wirtschaft
| Ackerbau, Viehzucht und Fischerei                                                  | 0318  | 09,04  |
| Industrie                                                                          | 0578  | 016,44 |
| Bauwirtschaft                                                                      | 0241  | 06,85  |
| Dienstleistungsbetriebe                                                            | 2.379 | 067,66 |
| Total                                                                              | 3.516 | 100,00 |
| * Daten aus dem Statistischen Amt für Wirtschaftliche Entwicklung in Galicien, IGE |       |        |

## Politik

### Bürgermeister
- Raúl González Puebla, Independientes/PP (1979–1987)
- Manuel Díaz González, PP (1987–1989)
- Purificación Álvarez Álvarez, PP (1989–1999)
- José Manuel Domínguez Freitas, PSdeG-PSOE (1999–2000)
- José Luis Alonso Riego, PP (2000–2007)
- José Manuel Domínguez Freitas, PSdeG-PSOE (2007–2015)
- Antonio Lomba Baz, PSdeG-PSOE (2015–2023)
- Roberto José Álvarez Carrero, PP (seit 2023)

### Stadtregierung
Nach der Wahl 2023 setzt sich die Stadtregierung wie folgt zusammen:
| Partei                             | Stimmenanteil | Sitze |
| ---------------------------------- | ------------- | ----- |
| Partido Popular de Galicia         | 42,59 %       | 8     |
| Bloque Nacionalista Galego         | 26,54 %       | 5     |
| Partido dos Socialistas de Galicia | 21,16 %       | 3     |
| Espazo Común                       | 8,42 %        | 1     |

## Sehenswürdigkeiten

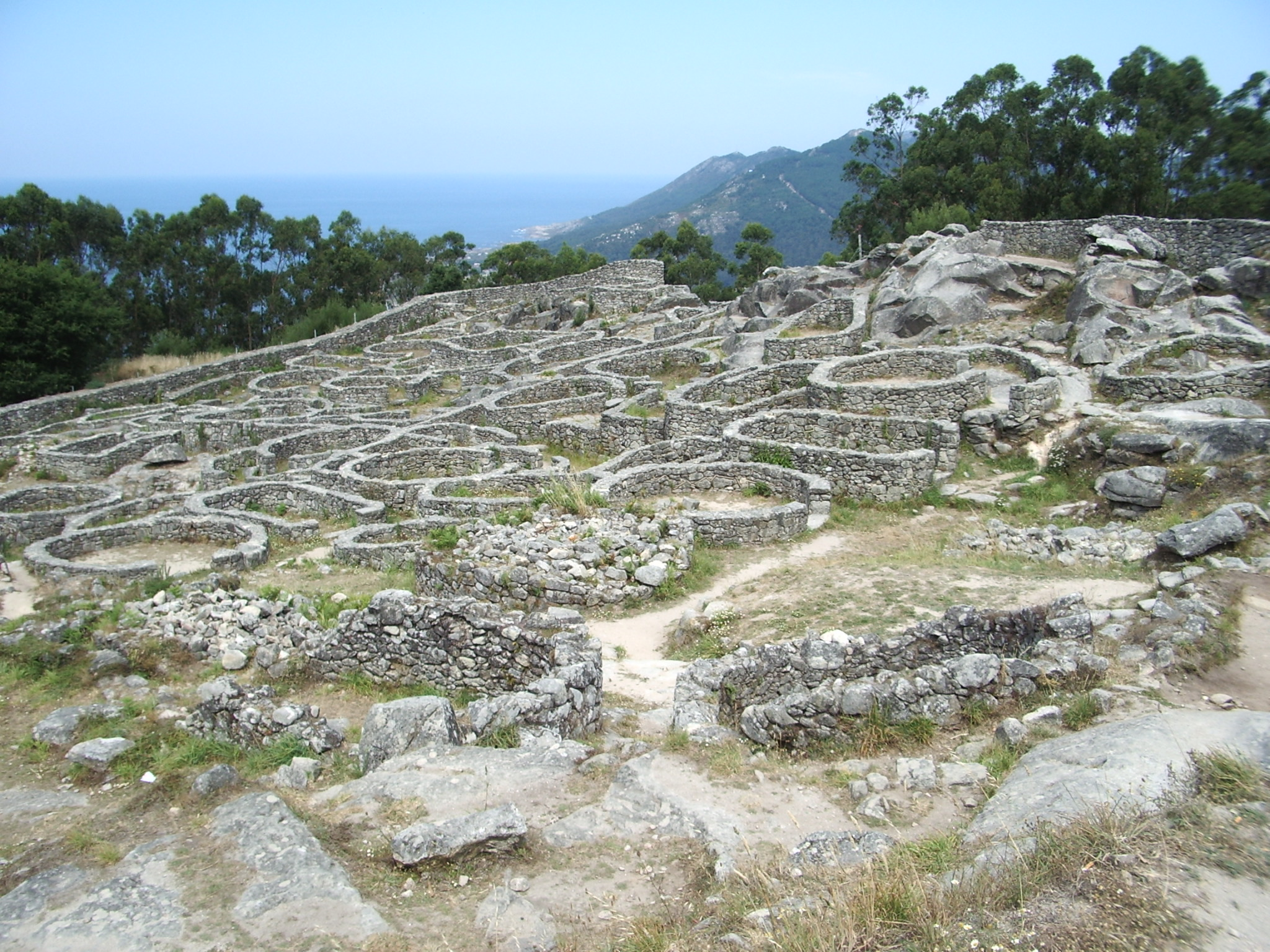
Keltendorf Castro de Santa Tegra.

### Monte de Santa Tegra
Auf dem Monte de Santa Tegra sind die Ruinen eines seit dem 6. Jahrhundert v.C. bestehenden Keltendorfes zu besichtigen, welches etwa 3000–5000 Bewohner hatte. Auf dem Berg befinden sich außerdem eine Kapelle aus dem 12. Jahrhundert sowie ein Aussichtspunkt.

### Puerto Pesquero
An der Hafenfront sind die typisch für Galicien maritimen Häuserfassaden sowie das Monumento al marinero desaparecido zu sehen.

### Strände
In der Nähe von A Guarda befinden sich die Strände O Muíño, A Lamiña, A Armona und O Codesal, die an den Río Minho grenzen, sowie die Meeresstrände Area Grande, Fedorento und O Carreiro.

## Kultur

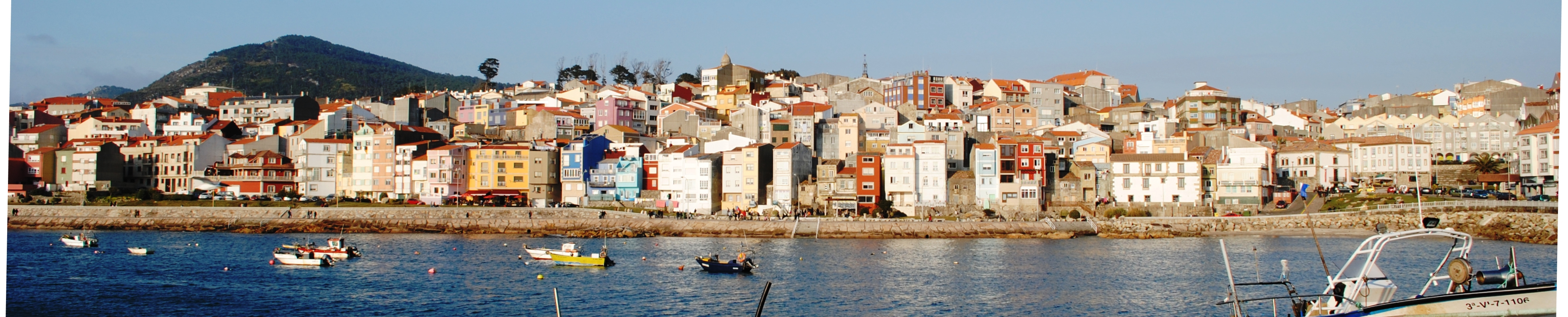
Ansicht von A Guarda

### Museen
Im Museum Masat sind Artefakte aus der Bronzezeit zu sehen, welche während der archäologischen Ausgrabungen auf dem Monte de Santa Tegra entdeckt wurden. Das Museo del Mar zeigt historische Gegenstände aus der Fischerei und der maritimen Geschichte der Stadt. Das während des spanischen Unabhängigkeitskrieges 1664 erbaute Castillo de Santa Cruz ist heute als Park erhalten.

### Kulturelle Veranstaltungen
Wichtigstes kulturelles Ereignis in A Guarda ist das jährlich in der zweiten Augustwoche stattfindende „La Festa do Monte“ auf dem Berg Santa Tegra. Höhepunkt ist die Parade von Trommlern, die den Gipfel besteigen und auf diesem Weg die „bösen Geister“ vertreiben.
Weitere Veranstaltungen sind „La Fiesta de la Langosta“ und „Certamen gastronómico del Pez Espada“, bei welchen vor allem die kulinarischen Spezialitäten der Stadt im Vordergrund stehen.

## Sport
Der Club Balonmano Atlético Guardés spielt Handball in der ersten spanischen Liga.